# Schlichtbausiedlung Am Sacksdamm
Die  Schlichtbausiedlung Am Sacksdamm/Alte Landwehr war eine in Schlichtbauweise errichtete Wohnsiedlung in Bremen-Sebaldsbrück. Die Anlage bestand ursprünglich aus 93 Hilfswohnungen in 11 zweigeschossigen und 71 eingeschossigen Gebäuden. Die Siedlung wurde 1926 vom Wohnbauamt für finanziell schwächste und obdachlos gewordene Familien errichtet. Sie war die letzte erhaltene Anlage aus dieser Zeit in Bremen und wurde ab Ende 2020 abgerissen, ebenso verschwand die namensgebende Straße.

## Geschichte
Die Siedlung Am Sacksdamm (ehemals: Auf den Pferdeweiden) wurde im August 1926 vom städtischen Wohnbauamt auf dem historischen Grund eines alten Bauernhofes Im Sack errichtet. Die Bremer Landesregierung ließ zwischen 1926 und 1931 jährlich bis zu 2900 Wohnungen bauen, viele davon als sogenannte Klein- oder Kleinstwohnungen. Damit sollte die große Anzahl von Wohnungssuchenden versorgt werden, ohne dabei Mittel der Enteignung oder Zwangsbewirtschaftung einzuführen. Bremen nahm zu dieser Zeit eine führende Rolle im staatlichen bzw. staatlich geförderten Wohnungsbau ein.

## Architektur
Die Siedlung Am Sacksdamm bestand in der Anlage aus einfachen, rau verputzten ein- und zweigeschossigen Häusern mit 86 Wohneinheiten. Die eingeschossigen Gebäude mit aufgesetzten Giebeln orientieren sich an der Straßenführung entlang der Grundstücksgrenze. Die zweigeschossigen Gebäude waren auf einen Wäschetrockenplatz mit zwei Waschhäusern ausgerichtet.
Anlage, Architektur und Ausstattung wurden aus Kostengründen stark reduziert: Kriechkeller statt Unterkellerung, Windfang im Eingangsbereich statt Flur, Flachdach mit doppelter Papplage gedeckt, keine Einzelwaschküchen. Jede zweite Eingangsgruppe war mit einer Holzpergola versehen. Die übrigen Eingänge und Giebelflächen wurden mit Spanndrähten für eine Rankbepflanzung versehen, die Vorgärten einheitlich mit Hecken eingefriedet. Durch Verwahrlosung und Leerstand befand sich die Gesamtanlage letztlich in einem schlecht erhaltenen Zustand. Nachträglich angebrachte Elemente wie Windfänge und Jägerzäune beeinträchtigten ein einheitliches architektonisches Bild. Die Siedlung besaß zweifelsohne sozialgeschichtliche Bedeutung.

## Nutzung

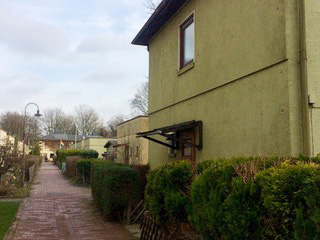
Siedlung Am Sacksdamm

Die Wohnungen waren als Hilfs- oder Behelfswohnungen für eine befristete Nutzung von circa 25 Jahren vorgesehen, die spätestens mit einer verbesserten Wirtschaftslage enden würde. „Durch weitgehende Einschränkung in den Aufschließungskosten und größte Sparsamkeit beim Bau (…) ist es gelungen, hygienisch durchaus einwandfreie Wohnung zu schaffen, die zu einem sehr mäßigen Mietpreis abgegeben werden können.“ Dieser lag bei 20 bis 30 Reichsmark monatlich für drei unterschiedliche Wohnungstypen zwischen 39 und 44 Quadratmetern. Vorgesehene Mieter waren wirtschaftlich schwächste, meist kinderreiche und obdachlos gewordene Familien.
Gegen Ende waren die Bewohner vieler Schlichtwohnungen keine Mieter, sondern Nutzer nach OPR (Obdachlosenpolizeirecht). Die Adresse Am Sacksdamm war daher auch mit Stigmatisierung verbunden, was andererseits zu einem starken Zusammenhalt unter den Bewohnern führte. Die Siedlung wurde von der Bremischen Baugesellschaft verwaltet, bis diese sie an einen privaten Investor Vonovia (ehemals: Vitus-Gruppe) verkaufte.
Obwohl sich ein Bündnis aus Bewohnern und Sozialverbänden formierte erfolgte ab Ende 2020 der Abriss der Siedlung. Auch die namensgebende Straße Am Sacksdamm wurde rückgebaut, ebenso ein Großteil der Straße Alte Landwehr.